# Sistemas de Información Genética Artificialmente Expandidos
El Sistema de Información Genética Artificialmente Expandido, del inglés, Artificially Expanded Genetic Information System (AEGIS) es un experimento analógico de ADN sintético que utiliza algunos pares de bases no naturales creados por los laboratorios de la Fundación para la Evolución Molecular Aplicada en Gainesville, Florida. Son pares de bases que se pueden replicar por sí mismos. AEGIS es un proyecto financiado por la NASA para intentar comprender cómo pudo haberse desarrollado la vida extraterrestre.
El sistema utiliza un alfabeto genético ampliado de doce nucleobases diferentes en su código genético. Estos incluyen las cuatro nucleobases canónicas que se encuentran en el ADN (adenina, citosina, guanina y timina) más ocho nucleobases sintéticas (S, B, Z, P, V, J, K y X). AEGIS incluye pares de bases S:B, Z:P, V:J y K:X. Esta expansión de la información genética puede tener aplicación en el diagnóstico de enfermedades.

## Historia
El uso de pares de bases artificiales fue investigado en la Universidad de California en San Diego usando un alfabeto genético expandido de seis letras en vez de las tradicionales cuatro. Estas fueron expuestas a la acción de la ARN polimerasa. Bajo la acción de la polimerasa, los pares de bases artificiales adoptaban una geometría similar a la doble hélice del ADN.